# Popov Do, Pljevlja
Popov Do este un sat din comuna Pljevlja, Muntenegru. Conform datelor de la recensământul din 2003, localitatea are 15 locuitori (la recensământul din 1991 erau 23 de locuitori).

## Demografie
În satul Popov Do locuiesc 15 persoane adulte, iar vârsta medie a populației este de 68,1 de ani (67,5 la bărbați și 68,5 la femei). În localitate sunt 9 gospodării, iar numărul mediu de membri în gospodărie este de 1,67.
Această localitate este populată majoritar de sârbi (conform recensământului din 2003).
|  |

| Demografie | Demografie | Demografie |
| An         | Locuitori  | Locuitori  |
| ---------- | ---------- | ---------- |
|            |            |            |
|            |            |            |
|            |            |            |
|            |            |            |
| 1948       | 60         |            |
| 1953       | 55         |            |
| 1961       | 82         |            |
| 1971       | 55         |            |
| 1981       | 41         |            |
| 1991       | 23         | 23         |
| 2003       | 15         | 15         |

| \| Componența etnică conform recensământului din 2003[2] \| Componența etnică conform recensământului din 2003[2] \| Componența etnică conform recensământului din 2003[2] \| Componența etnică conform recensământului din 2003[2] \| Componența etnică conform recensământului din 2003[2] \| \| ----------------------------------------------------- \| ----------------------------------------------------- \| ----------------------------------------------------- \| ----------------------------------------------------- \| ----------------------------------------------------- \| \| \| \| \| \| \| \| Sârbi \| Sârbi \| \| 14 \| 93,33% \| \| necunoscută \| necunoscută \| \| 0 \| 0% \| |             |  |    |        |
| Componența etnică conform recensământului din 2003 |             |  |    |        |
| |             |  |    |        |
| Sârbi | Sârbi       |  | 14 | 93,33% |
| necunoscută | necunoscută |  | 0  | 0%     |